# Die dunkle Nacht der Seele
Die dunkle Nacht der Seele (spanisch La noche oscura del alma, englisch The Dark Night of the Soul) ist der Titel eines Gedichts des spanischen Karmeliters, Kirchenlehrers und Mystikers Johannes vom Kreuz, sowie der Titel eines Kommentars, den er zu dem Text verfasst hat. Geschrieben hat er das Gedicht um 1576/78, als er auf Veranlassung seines Ordens in Toledo im Kerker des Ordens inhaftiert war, aus dem ihm erst nach knapp einem Jahr die Flucht gelang.
Der Titel des Gedichts und das Gedicht selbst sind in der abendländischen Geistesgeschichte, besonders in der Literatur und Musik, bis in die Gegenwart mehrfach zitiert und rezipiert worden.
In der psychologischen und populärpsychologischen Literatur wird „die dunkle Nacht der Seele“ auch als Metapher für die Depression verwendet.

## Deutungen
Das Gedicht, das sich wie ein Liebeslied liest, ist von Johannes von Kreuz selbst in einem ausführlichen Kommentar, der zusammen mit den Gedichten 1618 gedruckt worden ist, interpretiert worden.
Wie auch in den anderen im Gefängnis entstandenen Gedichten – der Cantò  Espiritual und Llama de amor viva – geht es um die mystische Vereinigung der Seele mit Gott. Die erotisch aufgeladenen Bilder der Dichtungen erinnern dabei an das Hohe Lied Salomonis des Alten Testaments.
C.G. Jung hat sich im Zuge seiner Beschäftigung mit indischer Mystik auch mit abendländischen mystischen Autoren auseinandergesetzt, u. a. auch mit der Poesie des Johannes vom Kreuz. Er zitiert ihn an mehreren Stellen in seinen Schriften im Zusammenhang mit dem Begriff der Individuation, dem lebenslangen Entwicklungsprozess des Menschen.

## Die Manuskripte

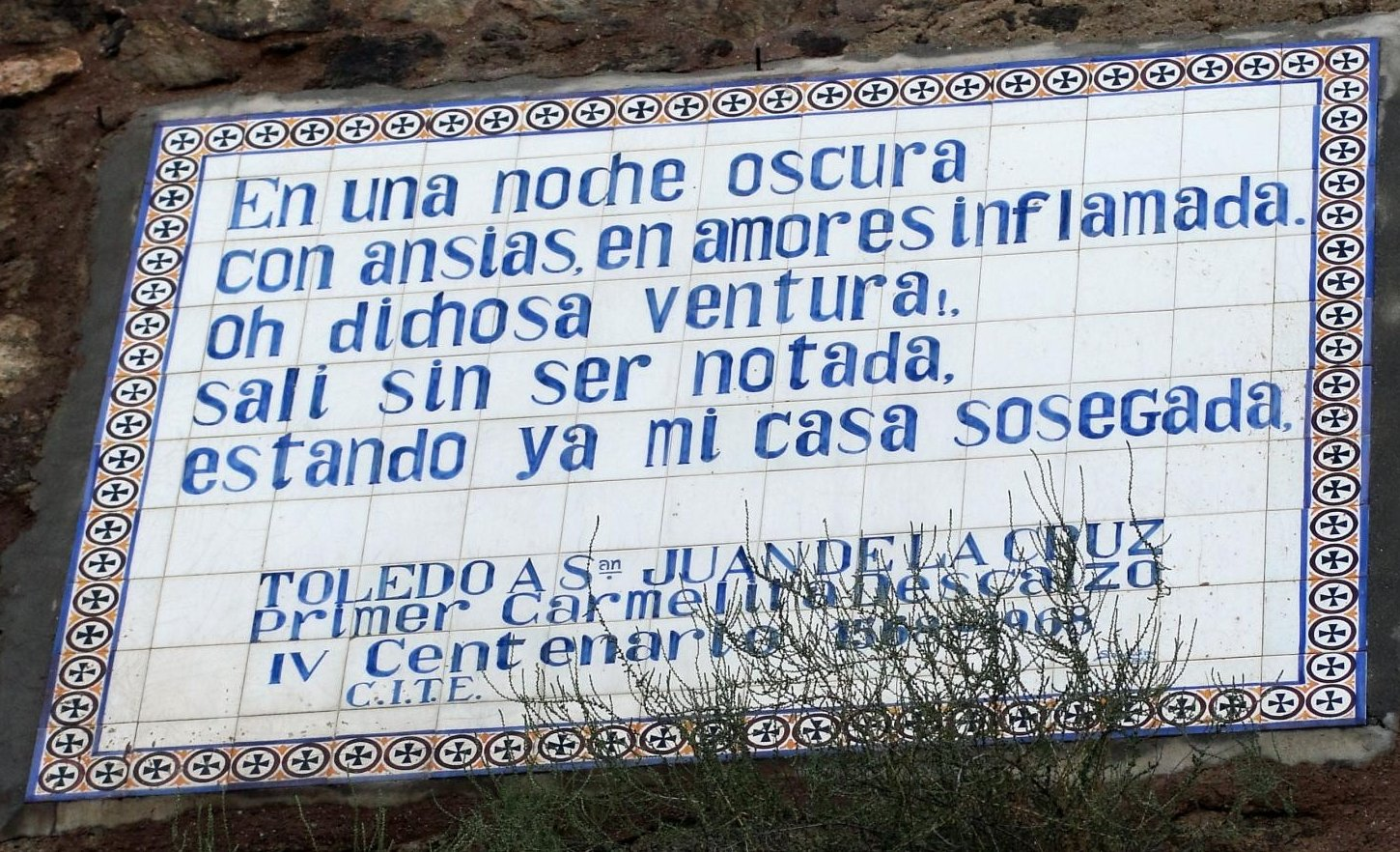
En una noche oscura …, Tafel am ehemaligen Convento del Carmen in Toledo

Das Originalmanuskript des Gedichts von Johannes vom Kreuz ist nicht erhalten. Es existieren aber etwa zwölf frühe Abschriften, die meisten stammen aus inzwischen aufgelösten spanischen Karmeliterklöstern. Alle Manuskripte enthalten unterschiedliche Abschreibfehler der Kopisten, bewusste Eingriffe in den Text sind aber nach Ansicht der Fachleute in keinem Fall erkennbar.
Zum ersten Mal gedruckt (editio princeps) wurde der Text 1618 innerhalb einer Sammlung spiritueller Texte des Johannes vom Kreuz mit dem Titel "Obras espirituales que encaminan una alma a la perfecta unión con Dios".

## Textausgaben
Eine Übersetzung des Texts ins Französische mit Essays von José Angel Valente und Jacques Ancet ist innerhalb der UNESCO-Sammlung repräsentativer Werke erschienen.
Historisch-kritische Ausgabe
- Saint John of the Cross, Doctor of the Church. Dark Night of the Soul.Translated and edited, with an Introduction, by E. Allison Peers from the critical edition of P. Silverio de Santa Teresa, C.D. Electronic edition edited by Harry Plantinga. [Garden City, N.Y., Image Books 1959] Volltext

Deutsche Übersetzungen
- Ins Deutsche übersetzt von Melchior von Diepenbrock wurde das Gedicht innerhalb der fünfbändigen Gesamtausgabe seiner Werke, die von Aloysius ab Immac. Conceptione und Ambroius a S. Theresia 1924–1929 im Theatiner-Verlag in München herausgegeben wurde.[3]
- Die dunkle Nacht der Seele. Übersetzt von Felix Braun. Verlag O. Müller 1952.
- Sämtliche Werke. Band 2: Die dunkle Nacht und die Gedichte. Übersetzt und herausgegeben von Irene Behn. Lectio Spiritualis. 4.  Einsiedeln: Johannes Verlag 1961.
- Johannes vom Kreuz: Die dunkle Nacht und die Gedichte. Johannes Verlag, 1978

„Die dunkle Nacht“ wurde übertragen von Hans Urs von Balthasar, die Gedichte von Cornelia Capol und durchgesehen von H. Leopold Davi.
- Sämtliche Werke. Band 1: Die dunkle Nacht der Seele. Vollständige Neuübersetzung von Elisabeth Peeters, Elisabeth Hense, Ulrich Dobhan. Freiburg i. Br.: Herder. Herder Spectrum, ISBN 978-3-451-04374-1.

zahlr. Neuauflagen

## Rezeption

### Musik
La noche oscura del alma, op. 32 (1939) ist ein Stück für Orchester und Singstimme des norwegischen Komponisten Fartein Valen.
Der norwegische Komponist Ola Gjeilo komponierte 2011 die Stücke Dark Night of the Soul und Luminous Night of the Soul für 8-stimmigen Chor, Klavier und Streichquartett.
Die kanadische Sängerin Loreena McKennitt hat zu einer eigenen Nachdichtung des Texts den Song The Dark Night of the Soul geschrieben.
Das Album Dark Night of the Soul (engl. Danger Mouse and Sparklehorse Present: Dark Night of the Soul) ist ein Gemeinschaftsprojekt von Sparklehorse und Danger Mouse in Zusammenarbeit mit David Lynch. Das Album erschien 2009, Sparklehorse (d. i. Mark Linkous) nahm sich 2010 das Leben.
Mitternacht – The Dark Night of the Soul ist der Titel eines Albums von Sopor Æternus & the Ensemble of Shadows. (2013).
Dark Night of the Soul heißt der zweite Titel auf dem Album Chimera (2004) der norwegischen Band Mayhem.
Die englische Band Depeche Mode zitiert in ihrem Song Feel Loved aus ihrem Album Exciter eine Stelle aus dem Gedicht. Dave Gahan singt: "It's the dark night of my soul and temptation's taking hold, but through the pain and the suffering, through the heartache and trembling I feel loved …"
Der französische Sänger und Gitarrist Vicente Pradal (* 1957) hat 1996 das Album La nuit obscure mit Vertonungen von Texten des Johannes vom Kreuz veröffentlicht, das mit dem Grand Prix der Akademie Charles Cros ausgezeichnet worden ist.
Philip Wesley: Dark Night of the Soul, für Solo Piano, 2012
Die norwegische Band Ulver veröffentlichte 2013 als Titel 5 ihres Albums Messe I.X–VI.X Noche Oscura Del Alma
La Noche Oscura del Alma ist ein Titel in dem Album Snow Breath von Mike Williams, 2014
Juan de la Cruz, La noche oscura des spanischen Komponisten, Gitarristen und Sängers Amancio Prada ist eine sehr emotionelle Interpretation des Textes

### Film
La noche oscura (1989) ist ein Film von Carlos Saura, der auch das Drehbuch unter Verwendung von Texten des Johannes vom Kreuz geschrieben hat. Juan Diego spielte die Rolle des San Juan de la Cruz.
La Noche Oscura del Alma (2017) ist der Titel einer Episode aus der Fernsehserie Queen of the South, Regie: Tina Mabry
The Dark Night of the Soul (2023) ist der Titel eines Kurzfilms von Tamara Guthrie.
The Dark Night of the Soul ist der Titel eines US-amerikanischen Horror-Films von S. J. Creazzo